# La Chapelle-Bertrand
Pour les articles homonymes, voir La Chapelle.
La Chapelle-Bertrand est une commune du centre-ouest de la France située dans le département des Deux-Sèvres en région Nouvelle-Aquitaine.

## Géographie
La commune est située sur le massif Armoricain, au pied du point culminant des Deux-Sèvres : Le Terrier du Fouilloux, alt. 272 m.
La Chapelle-Bertrand, commune rurale de 418 habitants (recensement de 1999), s’étend sur une superficie de 1905 hectares et appartient au canton de Parthenay dont elle est distante d’environ 5 km Elle se situe également dans une région que l’on appelle Gâtine ce qui désigne une région de terres « gâtées », c’est-à-dire des terres maigres, pauvres.
La nature géologique du sol est propice aux prairies, et facilite une vocation agricole essentiellement tournée vers l’élevage. Les paysages sont légèrement vallonnés et verts, verts des prairies, verts du feuillage des arbres, nombreux dans la région, en effet la plupart des pièces de terre sont entourées de haies épaisses où les chênes têtards, les châtaigniers, les ormes, parfois les pommiers et les cerisiers composent le boisement. L’eau est également omniprésente, c’est le pays des sources, fontaines, mares, étangs, ruisseaux.

### Localisation et communes limitrophes
| Parthenay | La Peyratte             | La Peyratte               |
| Pompaire  | La Chapelle-Bertand     | Saurais                   |
| Pompaire  | Beaulieu-sous-Parthenay | Saint-Martin-du-Fouilloux |

### Climat
Pour des articles plus généraux, voir Climat de la Nouvelle-Aquitaine et Climat des Deux-Sèvres.
Historiquement, la commune est exposée à un climat océanique du nord-ouest.  
En 2020, Météo-France publie une typologie des climats de la France métropolitaine dans laquelle la commune est exposée à un climat océanique et est dans la région climatique  Poitou-Charentes, caractérisée par un bon ensoleillement, particulièrement en été et des vents modérés.
Pour la période 1971-2000, la température annuelle moyenne est de 11,7 °C, avec une amplitude thermique annuelle de 14,9 °C. Le cumul annuel moyen de précipitations est de 896 mm, avec 12,5 jours de précipitations en janvier et 7 jours en juillet. Pour la période 1991-2020, la température moyenne annuelle observée sur la station météorologique la plus proche, située sur la commune de Parthenay à 7 km à vol d'oiseau, est de 12,3 °C et le cumul annuel moyen de précipitations est de 830,6 mm,. Pour l'avenir, les paramètres climatiques de la commune estimés pour 2050 selon différents scénarios d’émission de gaz à effet de serre sont consultables sur un site dédié publié par Météo-France en novembre 2022.

## Urbanisme

### Typologie
Au 1er janvier 2024, La Chapelle-Bertrand est catégorisée commune rurale à habitat dispersé, selon la nouvelle grille communale de densité à sept niveaux définie par l'Insee en 2022.
Elle est située hors unité urbaine. Par ailleurs la commune fait partie de l'aire d'attraction de Parthenay, dont elle est une commune de la couronne,. Cette aire, qui regroupe 26 communes, est catégorisée dans les aires de moins de 50 000 habitants,.

### Occupation des sols
L'occupation des sols de la commune, telle qu'elle ressort de la base de données européenne d’occupation biophysique des sols Corine Land Cover (CLC), est marquée par l'importance des territoires agricoles (99,9 % en 2018), une proportion identique à celle de 1990 (99,9 %). La répartition détaillée en 2018 est la suivante : 
prairies (65,6 %), zones agricoles hétérogènes (22,9 %), terres arables (11,4 %), forêts (0,1 %). L'évolution de l’occupation des sols de la commune et de ses infrastructures peut être observée sur les différentes représentations cartographiques du territoire : la carte de Cassini (XVIIIe siècle), la carte d'état-major (1820-1866) et les cartes ou photos aériennes de l'IGN pour la période actuelle (1950 à aujourd'hui).

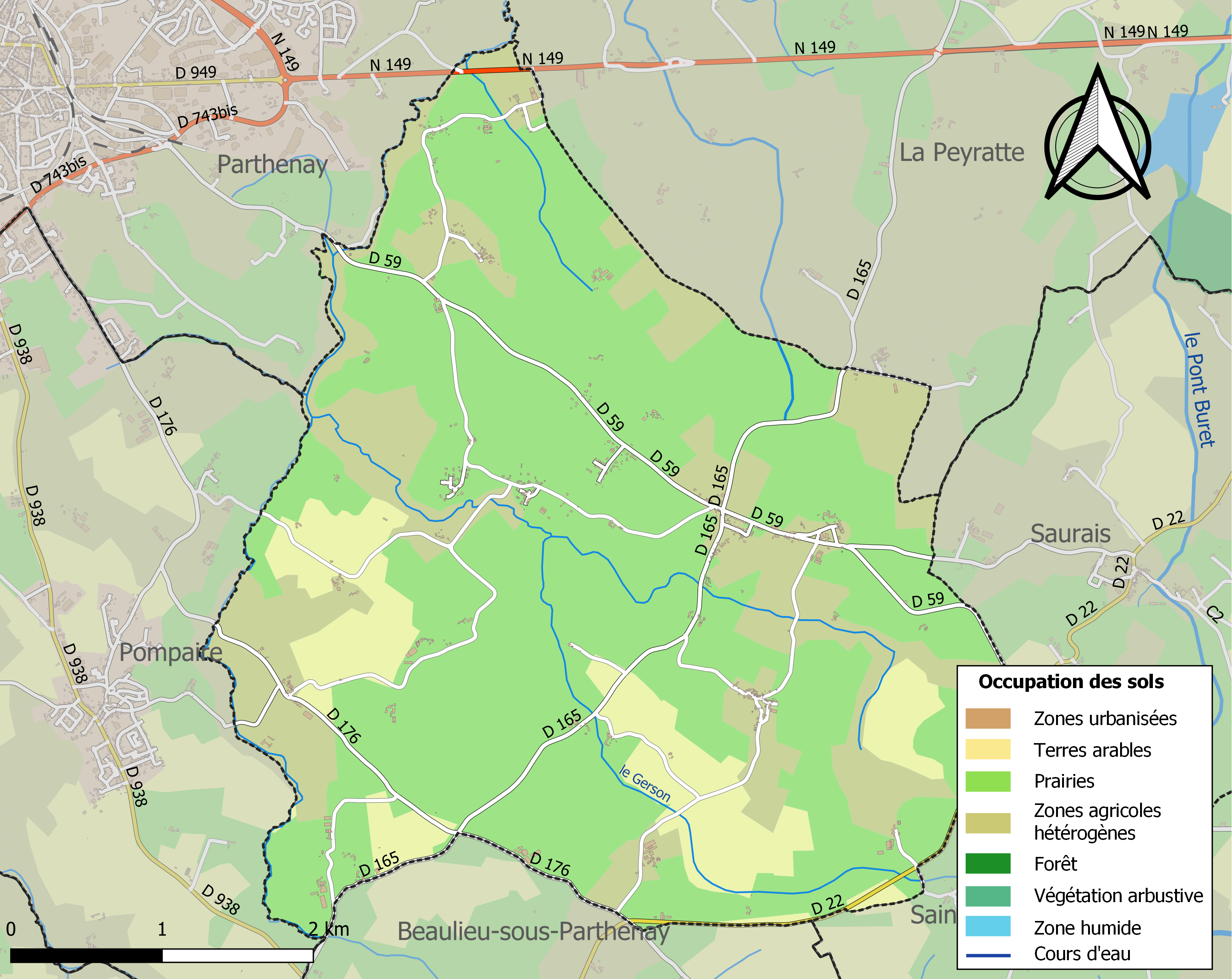
Carte des infrastructures et de l'occupation des sols de la commune en 2018 (CLC).

### Risques majeurs
Le territoire de la commune de La Chapelle-Bertrand est vulnérable à différents aléas naturels : météorologiques (tempête, orage, neige, grand froid, canicule ou sécheresse), inondations et séisme (sismicité modérée). Il est également exposé à un risque technologique,  le transport de matières dangereuses, et à un risque particulier : le risque de radon. Un site publié par le BRGM permet d'évaluer simplement et rapidement les risques d'un bien localisé soit par son adresse soit par le numéro de sa parcelle.

#### Risques naturels
Certaines parties du territoire communal sont susceptibles d’être affectées par le risque d’inondation par débordement de cours d'eau. La commune a été reconnue en état de catastrophe naturelle au titre des dommages causés par les inondations et coulées de boue survenues en 1982, 1983, 1999, 2010 et 2018,.
La commune a été reconnue en état de catastrophe naturelle au titre des dommages causés par la sécheresse en 1995 et par des mouvements de terrain en 1999 et 2010.

#### Risque particulier
Dans plusieurs parties du territoire national, le radon, accumulé dans certains logements ou autres locaux, peut constituer une source significative d’exposition de la population aux rayonnements ionisants. Selon la classification de 2018, la commune de La Chapelle-Bertrand est classée en zone 3, à savoir zone à potentiel radon significatif.

## Histoire
Vers l’an 1300, La Chapelle-Bertrand était dénommée Capella Bertrandi. L’église paroissiale était consacrée à saint Saturnin de Toulouse et dépendait du prieuré-cure de Parthenay-le-Vieux.
Les hommes préhistoriques ont laissé trace de leur passage dans la localité, et près de l’Orgère, la Pierre Levée indique l’existence d’un menhir. Quant au nom même de l’Orgère, il fait penser à la présence d’anciennes mines d’or.
La population a atteint son apogée en 1886 avec 724 habitants et son minimum en 1800 avec 276 habitants.

## Politique et administration
| Période | Période  | Identité         | Étiquette | Qualité |
| ------- | -------- | ---------------- | --------- | ------- |
| 2001    | 2014     | Daniel Pothet    |           |         |
| 2014    | En cours | Dominique Martin |           |         |

## Population et société

### Démographie
L'évolution du nombre d'habitants est connue à travers les recensements de la population effectués dans la commune depuis 1793. Pour les communes de moins de 10 000 habitants, une enquête de recensement portant sur toute la population est réalisée tous les cinq ans, les populations de référence des années intermédiaires étant quant à elles estimées par interpolation ou extrapolation. Pour la commune, le premier recensement exhaustif entrant dans le cadre du nouveau dispositif a été réalisé en 2004.

En 2022, la commune comptait 456 habitants, en évolution de −5,59 % par rapport à 2016 (Deux-Sèvres : +0,18 %, France hors Mayotte : +2,11 %).
| 1793 | 1800 | 1806 | 1821 | 1831 | 1836 | 1841 | 1846 | 1851 |
| ---- | ---- | ---- | ---- | ---- | ---- | ---- | ---- | ---- |
| 368  | 276  | 292  | 455  | 416  | 504  | 651  | 674  | 686  |

| 1856 | 1861 | 1866 | 1872 | 1876 | 1881 | 1886 | 1891 | 1896 |
| ---- | ---- | ---- | ---- | ---- | ---- | ---- | ---- | ---- |
| 709  | 666  | 664  | 692  | 698  | 682  | 724  | 707  | 696  |

| 1901 | 1906 | 1911 | 1921 | 1926 | 1931 | 1936 | 1946 | 1954 |
| ---- | ---- | ---- | ---- | ---- | ---- | ---- | ---- | ---- |
| 691  | 669  | 635  | 561  | 525  | 554  | 542  | 541  | 501  |

| 1962 | 1968 | 1975 | 1982 | 1990 | 1999 | 2004 | 2006 | 2009 |
| ---- | ---- | ---- | ---- | ---- | ---- | ---- | ---- | ---- |
| 461  | 452  | 350  | 402  | 404  | 401  | 450  | 482  | 510  |

| 2014 | 2019 | 2022 | - | - | - | - | - | - |
| ---- | ---- | ---- | - | - | - | - | - | - |
| 483  | 469  | 456  | - | - | - | - | - | - |

## Culture locale et patrimoine

### Lieux et monuments
- 1 église non-ouverte au public,
- 1 château classé et privé en cours de restauration, ouvert au public lors de manifestations occasionnelles,
- 1 circuit de randonnée pédestre,

Découverte du petit patrimoine :
- Fontaine et lavoir du Fontagnoux.

#### ÉgliseSaint-Saturnin
L’église paroissiale était celle d’un prieuré-cure dépendant de Parthenay-le-Vieux.
Bâtie à proximité du château, restaurée au XIXe siècle, elle a été agrandie d’une travée et dotée d’un porche surmonté d’un clocher, qui ont remplacé un ballet. La nef était courte, elle a été refaite et couverte d’une voûte d’arête en brique. Au-dessus du carré, un oculus ouvert à la clef de la voûte ogivale, rappelle l’existence d’un clocher qui dut être lui-même anciennement remplacé par une bretèche dressée au sommet du pignon. Le chœur roman a été très restauré si bien qu’il est malaisé d’en déterminer les parties vraiment anciennes.
Monocylindrique, la vieille croix du cimetière ne peut être attribuée avec certitude à l’époque romane.

#### Château du bourg
Au chevalier Louis Normandin, au XIVe siècle, premier seigneur connu de La Chapelle-Bertrand, succéda Jehan Bonnet, également seigneur de Saint-Lin et de La Boissière-en-Gâtine.
En 1549, Madeleine, fille de Léon de Melun, apporta, en l’épousant, terres et château à François d’Escoubleau de Sourdis. Leur descendant, René d’Escoubleau, vendit le domaine, en 1776, à Gabrielle Poignand de Lorgère et à son frère Jean. Dernière de sa lignée, Louise-Eugénie Poignand de Lorgère épousa, en 1813, Alphonse d’Aubéri, chevau-léger en 1814, qui, l’année suivante, accompagna Louis XVIII dans son bref exil à Gand, avant de participer à la chouannerie de 1815 avec Louis de La Rochejaquelein. Dernière du nom, Louise-Radegonde d’Aubéri, célibataire, fille du marquis Louis-Gaspard d’Aubéri du Maurier, après avoir consenti divers dons à des institutions religieuses, légua, en 1967, plusieurs fermes de la commune et le château de La Chapelle-Bertrand à son parent, le comte Louis de La Bérurière de Saint-Laon, du château du Puy-Louet, aux Aubiers. Pour le promeneur venant de la direction de Parthenay, s’ouvre, sur la gauche, à l’entrée du petit bourg de La Chapelle-Bertrand, une longue allée bordée d’arbres séculaires.
Elle mène au château, à la cure toute proche et à l’église qui était celle d’un prieuré-cure dépendant de Parthenay-le-Vieux. Remarquable spécimen de l’architecture du XVe siècle, le château, inscrit depuis 1929 à l’ISMH (Inventaire supplémentaire des Monuments historiques) a été classé en 1991. Son côté gauche est à demi effondré, et en 1998, l’effondrement s’est poursuivi dans la plus grande indifférence. Entre les deux massives tours rondes qui se dressent aux extrémités de la façade du château, s’élève une autre tour, polygonale celle-là. Son toit s’orne d’une élégante fenêtre à pignon à gables. Les fenêtres à meneaux du rez-de-chaussée sont dotées de solides grilles de fer. Une porte surmontée d’un arc en accolade et d’un blason donne accès à un bel escalier en colimaçon conduisant à de vastes salles aux grandes cheminées. Depuis août 2001, il est la propriété de M. et Mme Joël Will, qui souhaitent le restaurer et l’ouvrir au public, la première ouverture a eu lieu en août 2002, et les travaux de restauration sont engagés depuis septembre 2002.
46° 37′ 19″ N, 0° 10′ 15″ O

#### Château de La Touche-Ory
La Touche-Aury tire son appellation d’un nom de lieu d’origine pré-latine signifiant : « réserve de bois entre les défrichements ». À une date indéterminée, et pour distinguer la Touche d’autres terres portant le même nom, on ajouta à son appellation un nom de personne d’origine francique, qui était probablement celui du propriétaire de l’époque.
Vers le milieu du XVIe siècle, c’est une demoiselle Nicole Sicard, dame de Viennay qui en est propriétaire, mais à la suite d’un échange, la Touche Ory entre dans la famille Poignand pour y rester jusqu'à la fin du siècle.
Au début du XVIIe siècle elle est passée dans la famille des Pineau par le mariage de Jacques Pineau avec Catherine Poignand, puis vers le milieu du XVIIe passa dans la famille Pouget par le mariage de Jeanne Pineau avec Pierre Pouget, qualifié de commissaire de l’Artillerie.
Le 28 septembre 1672, le fils du propriétaire rend aveu au duc de la Meilleraye en ces termes : " Sachent tous que de vous, très haut et très puissant seigneur, monsieur Armand Charles, duc de Mazarin, de la Meilleraye et de Mayenne, pair de France, je Vincent Pouget, fils aîné de Pierre Pouget, tient et avoue tenir de mon dit seigneur, à cause de votre seigneurio de la Crolaye, réunie et incorporée à votre duché de la Meilleraye, a foi et hommage plein, 25 sols de cens et un éperon doré de service quand le cas advient, les choses qui ensuivent, c’est à savoir : une borderie de terre appelée la Touche-Aury, avec ses appartenances de maison, vergers, prés, bois, étang, garenne, ainsi que toutes autres choses quelconques, sises en la paroisse de La Chapelle-Bertrand.
À la fin du XVIIe siècle, La Touche-Aury passe à une nouvelle famille, lors du partage de la succession entre leurs cinq enfants, elle échoit à Marie Pouget, épouse de Pierre Chaboceau, avocat au Bailliage de Parthenay. Elle passe ensuite dans la famille des Olivier par le mariage de Marie Geneviève Chaboceau avec Pierre Augustin Olivier, sieur de la Barrière.
Le château est à la famille Allard  .
46° 35′ 59″ N, 0° 12′ 38″ O

#### Château de La Rouillère
Le château de la Roulière, Raoulière, Roullère, Rouillère ou Roullière, qui s’élève au bord d’un important étang, faisant autrefois partie de la paroisse de Pompaire et peut-être même de Beaulieu.
On trouve dans un acte de vente de 1847, le descriptif de tous les bâtiments constituant la dite propriété. De tous ces bâtiments il ne reste plus aujourd’hui qu’un pavillon carré couvert d’une toiture d’ardoise très aigu qui peut remonter aux premières années du XVIIe siècle. On entre dans ce pavillon par une jolie porte au fronton triangulaire de chaque côté de laquelle se trouvent deux fenêtres géminées. Au-dessus de cette porte devait être encastré un blason du seigneur et au-dessus encore on voit un grand rectangle qui vraisemblablement devait être un cadran solaire.
Le long de l’étang s’étend une aile beaucoup plus récente qui renferme une belle cheminée d’époque Régence.
La poterne garnie de mâchicoulis qui, de construction plus ancienne, servait autrefois d’entrée à la cour du château, elle s’est écroulée vers 1920.
Cette version est contestée par des personnes ayant vécu à cette époque et pouvant encore en témoigner, ce donjon n’aurait pas été démoli en 1920 mais dans les années 1934 ou 1935, c’est la construction située à droite du porche et adossée à lui qui s’est écroulée vers 1923. Cette construction surplombait les anciennes douves et possédait une chambre basse et une chambre haute. Cette précision a été attestée par monsieur Joseph Bernard, qui habitait la Roulière à l’époque. Il prétendait aussi que s’y trouvait un puits profond que les gens du lieu prenaient pour des oubliettes.
Du début du XVIIe siècle et jusqu'à la Révolution la terre de la Roulière appartint à la famille de Lauzon.
Joachim de Lauzon, seigneur de la Roulière ayant émigré, ses biens furent décrétés biens nationaux et mis en vente, la Roullière fut acquise par Louis René Cherbonnier. Mort sans postérité, il laissa le château à ses trois neveux. En raison de l’indivision du domaine, la Roullière fut mise en vente, et c’est M. et Mme Ricochon qui en devinrent propriétaire en 1847. Ils décédèrent elle en 1857, lui en 1862, deux enfants étaient nés de leur union, Clorinde mariée à Charles Collon et Rose mariée à Louis Allard, notaire, elle-même décédée en 1857, et laissant pour seul héritier son fils Prundent Allard, qui vendit cette propriété à M. Hyacinthe Frère et Clémentine Brit son épouse, qui demeuraient à la Chaussée de Gourgé, ils ne laissèrent qu’une fille, Marie-Thérèse épouse de M. Emmanuel Masteau, officier de la Légion d’honneur, décoré de la Croix de guerre, commandant en retraite, tous les deux décédés.
Ce lieu est depuis deux ans le cadre d’une manifestation à caractère culturel.